# 丹麦足球丙级联赛
丹麦足球丙级联赛（丹麥語：Danmarksserien），將成为丹麦足球联赛的第4级别，位于丹麦足球乙级联赛之下。丹麦足球丙级联赛成立于1945年，当时作为第3级别联赛。1991年丹麦足球超级联赛成立后，丹麦足球丙级联赛被取消。但2021年重新設立，成为第4级别。